# Потапов, Дмитрий Сергеевич
Дмитрий Сергеевич Потапов (1924—1945) — советский военный. Участник Великой Отечественной войны. Герой Советского Союза (1946, посмертно). Лейтенант.

## Биография
Дмитрий Сергеевич Потапов родился 5 октября 1924 года в деревне Новая Юхновского уезда Калужской губернии в семье крестьянина Сергея Фёдоровича Потапова. Русский. В конце 20-х годов С. Ф. Потапов уехал на заработки в Москву. Осенью 1930 года он забрал к себе шестилетнего сына и устроил его в школу. В 1937 году Д. С. Потапов окончил семилетку. Затем учился в ремесленном училище № 25. До лета 1941 года работал слесарем на заводе «Красный пролетарий». В первые дни Великой Отечественной войны Дмитрий Сергеевич пришёл в Москворецкий районный военкомат, но вместо фронта его направили на строительство оборонительных укреплений под Москвой. Когда он вернулся в Москву, его завод уже был эвакуирован. Ехать на Урал Потапов отказался и в феврале 1942 года его направили в 1-е Московское пехотное училище имени Верховного Совета РСФСР, которое он окончил 6 февраля 1943 года.
В действующей армии младший лейтенант Д. С. Потапов с 25 февраля 1943 года в должности командира стрелкового взвода 224-го гвардейского стрелкового полка 72-й гвардейской стрелковой дивизии, формирование которой заканчивалось в Московском военном округе. В марте 1943 года дивизия была включена в состав 64-й армии Воронежского фронта. Боевое крещение Д. С. Потапов принял 19 марта 1943 года в оборонительных боях на Северском Донце. В апреле 1943 года 72-я гвардейская стрелковая дивизия была передана в состав 7-й гвардейской армии и заняла оборону на южном фасе Курской дуги на корочинском направлении. 5 июля 1943 года в первый день Курской битвы младший лейтенант Д. С. Потапов был контужен и попал в плен. В сентябре 1943 года ему удалось совершить побег из лагеря для военнопленных. До декабря 1943 года Дмитрий Сергеевич воевал в партизанском отряде имени Дзержинского, после чего с группой партизан пересёк линию фронта.
После двухмесячной проверки в органах НКВД Д. С. Потапов в звании лейтенанта был вновь направлен в действующую армию. 26 февраля 1944 года он принял под командование стрелковый взвод в 585-м стрелковом полку 213-й стрелковой дивизии 7-й гвардейской армии 2-го Украинского фронта. Участвовал в Уманско-Ботошанской операции. В марте 1944 года был ранен в бою за село Хмелевое Кировоградской области Украинской ССР. 18 мая 1944 года лейтенант Д. С. Потапов вернулся в свой полк и был назначен командиром взвода противотанковых ружей. Но уже 30 мая он был переведён на аналогичную должность во 2-й стрелковый батальон 932-го стрелкового полка 252-й стрелковой дивизии 52-й армии 2-го Украинского фронта. До августа 1944 года взвод Потапова участвовал в оборонительных боях за господствующие высоты севернее Ясс. Перед началом Ясско-Кишинёской операции 252-я стрелковая дивизия была передана 4-й гвардейской армии и участвовала в окружении и ликвидации группировки немецко-румынских войск восточнее Кишинёва. Взвод противотанковых ружей лейтенанта Потапова на своём участке отразил попытку прорыва группы противника силой до 6 бронетранспортёров и 30 автоматчиков. Дмитрий Сергеевич в бою лично подбил один бронетранспортёр, за что был награждён орденом Красной Звезды. 4 сентября 1944 года 252-я стрелковая дивизия была выведена в резерв Ставки Верховного Главнокомандующего для отдыха и пополнения.
3 ноября 1944 года 252-я стрелковая дивизия была вновь брошена в бой в составе 4-й гвардейской армии 3-го Украинского фронта в ходе Будапештской стратегической операции. Лейтенант Д. С. Потапов со своим взводом прошёл с боями путь от Дуная до озера Балатон, в составе своего подразделения освобождал город Секешфехервар. В конце февраля 1945 года дивизия, в которой воевал Дмитрий Сергеевич, вошла в состав 46-й армии 2-го Украинского фронта и вела бои северо-западнее Будапешта. В ходе начавшейся 16 марта 1945 года Венской наступательной операции подразделения 46-й армии разгромили противостоявшие ей немецкие и венгерские войска и 28 марта овладели правобережной частью Комарома. Перед 252-й стрелковой дивизией командующим армией была поставлена боевая задача: форсировать Дунай и при поддержке 30-й артиллерийской дивизии прорыва очистить от противника левобережную часть города. Поросший лесом остров Сентпаль в русле Дуная затруднял противнику обзор и позволял незаметно сконцентрировать в выбранном для переправы месте силы десанта и переправочные средства. Впоследствии командующий 23-м стрелковым корпусом С. А. Андрющенко вспоминал: 

Группировку противника, оборонявшего левый берег Дуная, а также систему его огня удалось разведать только в общих чертах. Поэтому мы решили форсирование реки начать мелкими разведывательными группами. Днём они вели наблюдение за действиями гитлеровцев, изучали противоположный берег, расположение огневых точек в обороне врага, а с наступлением темноты должны были начать переправу— Андрющенко С. А. Начинали мы на Славутиче… — М.: Воениздат, 1979.
 В состав одной из таких разведгрупп вошёл и взвод противотанковых ружей лейтенанта Д. С. Потапова.
В ночь на 30 марта 1945 года бронебойщики Потапова, расположившись на носу десантных лодок, в числе первых отчалили от правого берега Дуная. Противник обнаружил место переправы, когда до берега оставалось 100—150 метров, и открыл шквальный автоматный и пулемётный огонь. Ответным огнём из противотанковых ружей бойцы Потапова подавляли выявленные вражеские огневые точки. Высадившись на левом берегу, десантники вброд преодолели канал, текущий параллельно руслу реки, и атаковали немецкие позиции на дамбе в районе деревни Утруй-Флоц в четырёх километрах к западу от Комарома. В короткой рукопашной схватке оборонявшие этот участок немецкие солдаты были уничтожены, и десантный отряд закрепился на завоёванном плацдарме. На рассвете 30 марта немцы перешли в контратаку крупными силами пехоты при поддержке 10 танков, 2 самоходных артиллерийских установок и 5 бронетранспортёров. Умело организовав огонь из противотанковых ружей, лейтенант Д. С. Потапов обеспечил отражение нескольких контратак превосходящих сил противника. При этом Д. С. Потапов проявил в бою исключительную смелость: постоянно меняя позицию, он со своим противотанковым ружьём всегда оказывался на самом трудном участке обороны и точным прицельным огнём вынуждал вражескую технику отступать. Пока шёл бой, на захваченный десантниками плацдарм уже переправлялись основные силы дивизии. Однако к моменту, когда подошло подкрепление, лейтенант Д. С. Потапов погиб. Похоронили его у дамбы на месте боя. За образцовое выполнение боевых заданий командования на фронте борьбы с немецкими захватчиками и проявленные при этом отвагу и геройство указом Президиума Верховного Совета СССР от 15 мая 1946 года лейтенанту Потапову Дмитрию Сергеевичу было присвоено звание Героя Советского Союза посмертно.

## Награды
- Медаль «Золотая Звезда» (15.05.1946, посмертно);
- орден Ленина (15.05.1946, посмертно);
- орден Красной Звезды (18.09.1944);
- медаль «За отвагу» (30.12.1944).

## Документы
- Общедоступный электронный банк документов «Подвиг Народа в Великой Отечественной войне 1941—1945 гг.» Дата обращения: 9 февраля 2013. Архивировано из оригинала 13 марта 2012 года.

Представление к званию Героя Советского Союза. Дата обращения: 9 февраля 2013. Архивировано 14 февраля 2013 года.
Орден Красной Звезды (наградной лист и приказ о награждении). Дата обращения: 9 февраля 2013. Архивировано 14 февраля 2013 года.
Медаль «За отвагу» (наградной лист и приказ о награждении). Дата обращения: 9 февраля 2013. Архивировано 14 февраля 2013 года.
- Обобщенный банк данных «Мемориал». Дата обращения: 9 февраля 2013. Архивировано из оригинала 10 мая 2012 года.

ЦАМО, ф. 33, оп. 11458, д. 769.
ЦАМО, ф. 33, оп. 11458, д. 658.
ЦАМО, ф. 58, оп. 18001, д. 306.
ЦАМО, ф. 33, оп. 11458, д. 269.
ЦАМО, ф. 33, оп. 11458, д. 52.

Учётная карточка Д. С. Потапова
Страница 1
Страница 2